# Юханссон-Висборг, Анна
Анна София Юханссон-Висборг (швед. Anna Sofia Johansson-Visborg; 10 ноября 1876 года, Тёребуда, Вестра-Гёталанд, Швеция — 7 августа 1953 года, Стокгольм) — шведский партийный, профсоюзный и политический деятель, член Социал-демократической рабочей партии Швеции, правозащитница и феминистка.

## Биография
Анна Юханссон-Висборг родилась 10 ноября 1876 года в семье фермеров. В 1919 году вышла замуж за Свена Юльфа Висборга (швед. Sven Gylfe Visborg; 1885—1957). В 1893—1897 годах работала в качестве домашней прислуги в Гётеборге, в 1897—1900 годах — работницей пивоварни в Стокгольме, а также служащей в страховой компании с 1904 по 1918 год.
В 1914 году Анна открыла собственное предприятие в сфере недвижимости и стала владельцем кинотеатра. Кроме того, к этому же времени относится учреждение в Стокгольме Фонда Анны Юханссон-Висборг (швед. Anna Johansson-Visborgs Stiftelse), задачей которого являлось обеспечение нуждающихся жильём.

### Политическая карьера
В 1901 году Анна Юханссон-Висборг стала одним из соучредителей первого шведского профсоюза работников пивоварения (швед. Svenska bryggeriarbetareförbundet), а с 1904 по 1953 год являлась председателем организации. Кроме того, она занимала множество должностей в различных общественных и политических организациях Швеции и в разное время являлась председателем Кооперативной ассоциации женщин (швед. Kooperativa Kvinnogillesförbundet; 1907—1938), председателем Женского центрального профсоюзного объединения в Стокгольме (1911—1953), членом городского совета Стокгольма (1916—1950), членом правления Социал-демократической женской ассоциации (1920—1924), членом совета Стокгольмской коммуны (1929—1933 год).
Анна Юханссон-Висборг также активно участвовала в Социал-демократическом женском избирательном движении под руководством участниц Социал-демократической рабочей партии Швеции совместно с Национальной ассоциацией по избирательному праву женщин. Как политик и активист, она работала над отменой либо корректировкой законодательства, противоположного принципам гендерного равенства.
Анна Юханссон-Висборг, получившая от своих последователей прозвище «пивовар Анна» (швед. Bryggar-Anna), характеризовалась современниками как «энергичная женщина с большим талантом администратора», хотя «отсутствие дипломатичности» несколько вредило её политической карьере.

## Награды
В 1945 году Анна Юханссон-Висборг была удостоена золотой медали Иллис кворум, вручаемой от имени короля Швеции.